# ГЕС Чукха
ГЕС Чукха (англ. Chhukha) — гідроелектростанція на заході Бутану, за пів сотні кілометрів на південь від його столиці Тхімпху. Розташована перед ГЕС Тала і становить верхній ступінь у каскаді на річці Wangchhu (в пониззі відома під назвою Raidāk), яка дренує південний схил Гімалаїв та на території індійського штату Ассам впадає праворуч до Брахмапутри.
В межах проекту річку перекрили бетонною гравітаційною греблею висотою 40 метрів, довжиною 92 (за іншими даними — 105) метри та шириною по гребеню 8 метрів, яка потребувала екскавації 426 тис. м3 породи та використання 162 тис. м3 бетону. Вона утримує водосховище з припустимим коливанням рівня поверхні у операційному режимі між позначками 1830 та 1842 метри НРМ, з якого ресурс спрямовується у дві камери для видалення осаду. Останній скидається назад у річку через два тунелі довжиною по 0,3 км та діаметром 2,1 метра, тоді як очищена вода подається у прокладений через лівобережний гірський масив дериваційний тунель довжиною 6,5 км та діаметром 4,9 метра. На завершальному етапі він сполучений з верхнім балансувальним резервуаром шахтного типу висотою 76 метрів та діаметром 12 метрів. Далі ресурс переходить у два напірні водоводи діаметром по 3 метри, кожен з яких розгалужуються ще на два діаметром по 2,25 метра.
Машинний зал станції споруджений у підземному виконанні та має розміри 141х25 метрів при висоті 38 метрів, а доступ персоналу до нього здійснюється через тунель довжиною 0,4 км з перетином 8х6,6 метра. Основне обладнання становлять чотири турбіни типу Пелтон потужністю по 84 МВт, які при напорі у 435 метрів забезпечують виробництво 1,8 млрд кВт-год електроенергії на рік.
Видача продукції відбувається через ЛЕП, розраховані на роботу під напругою 220 та 66 кВ.
ГЕС Chhukha стала першою великою станцією в Бутані. Враховуючи малі власні потреби країни, об'єкт споруджувався для постачання електроенергії в сусідню Індію, котра й забезпечила необхідне фінансування (60 % у вигляді гранту та ще 40 % як кредит на 15 років під 5 % річних).